# Nordflagermus
Nordflagermusen (Eptesicus nilssonii) er en flagermus i familien barnæser. Den er udbredt i Central- og Nordeuropa og videre østpå. Nordflagermusen er set enkelte gange i Danmark i Øresundsområdet som tilflyver fra Skåne, hvor den er meget almindelig. Det er den nordligst forekommende flagermus i Europa og kan optræde nord for polarcirklen. Den er vurderet som utilstrækkelige data på den danske rødliste 2019.